# Oxford, Massachusetts
Oxford är en kommun (town) i Worcester County i Massachusetts. Vid 2010 års folkräkning hade Oxford 13 709 invånare.

## Kända personer från Oxford
- Richard Olney, politiker